# Китченко, Михаил Дмитриевич
Михаи́л Дми́триевич Китченко (1857—1931) — генерал-лейтенант, герой Первой мировой войны.

## Биография
Православный. Из дворян Харьковской губернии.
Окончил Московскую военную прогимназию (1873) и Московское пехотное юнкерское училище по 1-му разряду (1876), откуда выпущен был прапорщиком в 4-й пехотный Копорский полк.
Чины: подпоручик (1877), поручик (1882), штабс-ротмистр (1886), ротмистр (1890), подполковник (1896), полковник (за отличие, 1900), генерал-майор (за отличие, 1908), генерал-лейтенант (1915).
Участвовал в русско-турецкой войне 1877—1878 годов. 21 июня 1885 года переведён в Отдельный корпус пограничной стражи. В 1896 году был назначен помощником старшего адъютанта, а в 1900 году — старшим адъютантом штаба ОКПС. В 1904 году был назначен командиром Эриванской бригады 6-го пограничного округа. 13 марта 1909 года назначен начальником 3-го пограничного округа, а 30 марта 1911 года переведён на ту же должность в 5-й округ.
Участвовал в Первой мировой войне. В 1915 году командовал бригадой 71-й пехотной дивизии. Был награждён орденом Святого Георгия 4-й степени, а затем Георгиевским оружием
За то, что будучи командиром бригады 71-й пехотной дивизии, в бою у Нижнева 31-го мая и 1-го июня 1915 года, когда противник, наступая крупными силами, прорвал центр нашего расположения и угрожал захватом артиллерии и путей отступления к мостам через р. Днестр, генерал Китченко, подвергая свою жизнь явной опасности, под ураганным огнём противника остановил наши отступавшие части, привёл их в порядок, перейдя в наступление, отбросил противника и, заняв снова нашу прежнюю позицию, удержался на ней до получения приказания об отходе.
7 сентября 1915 года назначен командующим 80-й пехотной дивизией, а 27 ноября того же года произведён в генерал-лейтенанты с утверждением в должности. 4 мая 1917 года уволен от должности начальника дивизии, а 1 августа уволен от службы, по болезни, с мундиром и пенсией.
Участвовал в Белом движении в составе Вооружённых сил Юга России, с 21 октября 1919 года был начальником Черноморского округа пограничной стражи. Затем — в Русской армии барона Врангеля, с которой эвакуировался из Крыма в 1920 году.
В эмиграции в Югославии. Был начальником Земунского отдела Корпуса Императорской армии и флота. Скончался в 1931 году в Панчевском госпитале.

## Награды
- Орден Святого Станислава 3-й ст. (1880);
- Орден Святой Анны 3-й ст. (1889);
- Орден Святого Станислава 2-й ст. (1893);
- Орден Святого Владимира 4-й ст. с бантом за 25 лет службы в офицерских чинах (1902);
- Орден Святой Анны 2-й ст. (1903);
- Орден Святого Владимира 3-й ст. (1906);
- Орден Святого Станислава 1-й ст. (1912);
- Орден Святой Анны 1-й ст. с мечами (ВП 11.08.1915);
- мечи к ордену Святого Станислава 1-й ст. (4.10.1915);
- Орден Святого Георгия 4-й ст. (ВП 27.11.1915);
- Орден Святого Владимира 2-й ст. с мечами (ВП 26.01.1916);
- Георгиевское оружие (ВП 07.02.1916).